# Enrique Peñalosa
Enrique Peñalosa Londoño (1955. szeptember 30. –) kolumbiai politikus, Bogotá polgármestere volt 1998 és 2001 között. Megemlítendő tervei ebben az időszakban a 17 kilométer hosszúságú Alameda El Porvenir gyalogos és kerékpáros sétány, a 20 hektáros Parque Tercer Milenio, a TransMillenio elkülönített buszsávok és a Ciclovia 120 km hétvégi útlezárás. 2015-ben Peñalosa újra Bogotá polgármesterévé lett megválasztva.